# Steffen Kailitz

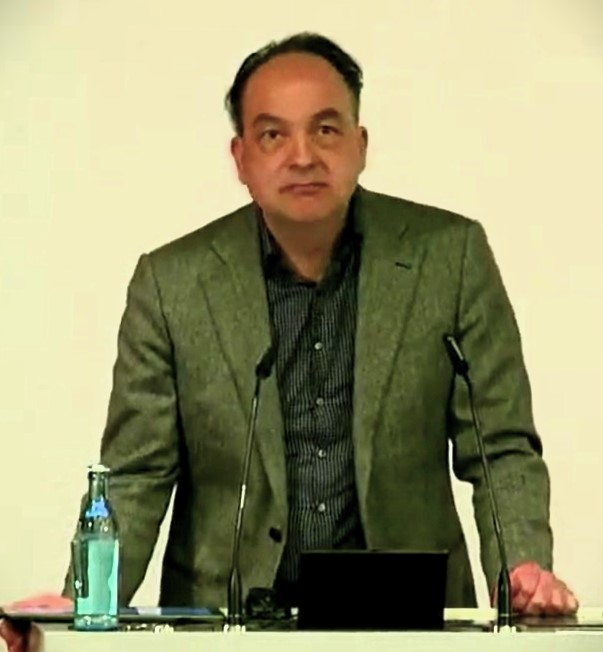
Steffen Kailitz (Videostandbild 2024)

Steffen Kailitz (* 18. Mai 1969 in Frankenthal (Pfalz)) ist ein deutscher Politikwissenschaftler. Er ist wissenschaftlicher Mitarbeiter am Hannah-Arendt-Institut für Totalitarismusforschung. Seine Forschungsschwerpunkte  sind Vergleichende Demokratieforschung, Extremismus- und Totalitarismusforschung, politische Kulturforschung, Wahlsystemforschung sowie Parteienforschung.

## Leben

### Studium
Steffen Kailitz studierte von 1989 bis 1994 Politikwissenschaft und Ostslawistik an der Universität Mannheim. Von 1995 bis 1999 absolvierte er ein politikwissenschaftliches Promotionsstudium an der Technischen Universität Chemnitz. 1999 wurde er bei Eckhard Jesse mit der Dissertation Die politische Deutungskultur der Bundesrepublik Deutschland im Spiegel des „Historikerstreits“. What’s right? What’s left? zum Doktor der Philosophie promoviert.
Von 1998 bis 2007 war er wissenschaftlicher Mitarbeiter an der TU Chemnitz am Lehrstuhl Politische Systeme, politische Institutionen (Professur Jesse). Im Jahr 2005 schloss er seine Habilitation zum Thema Parlamentarische, semipräsidentielle und präsidentielle Demokratien im Vergleich. Strukturen und Konsequenzen der Regierungsformen (bei Jesse) im Fach Politikwissenschaft ab, wodurch er das Recht zur Führung der Bezeichnung Privatdozent erhielt.

### Forschungs- und Lehrtätigkeiten
Seit Herbst 2007 ist Kailitz am Hannah-Arendt-Institut für Totalitarismusforschung e. V. an der TU Dresden als wissenschaftlicher Mitarbeiter tätig. 2009 vertrat er die Professur Vergleichende Politikwissenschaft an der Ernst-Moritz-Arndt-Universität Greifswald und 2010/11 die Professur Vergleichende Regierungslehre an der Universität Erfurt.
Von 2003 bis 2012 war er Sprecher der Gruppe Vergleichende Diktatur- und Extremismusforschung bei der Deutschen Vereinigung für Politische Wissenschaft (DVPW). 2012 wurde er Sprecher der Sektion Vergleichende Politikwissenschaft bei der DVPW. 2013 war er gemeinsam mit Susanne Pickel und Claudia Wiesner Gründungsherausgeber der Reihe Vergleichende Politikwissenschaft (Springer VS).

### Tätigkeit als Sachverständiger
2012 war er neben Andrea Röpke und Hajo Funke Sachverständiger im NSU-Untersuchungsausschuss des Bayerischen Landtages.
Im zweiten  Verbotsverfahren gegen die NPD trat er als Gutachter vor dem Bundesverfassungsgericht auf. In diesem Zusammenhang verfasste er einen Gastkommentar in der Zeit, in dem  er  schrieb, die NPD plane „rassistische Staatsverbrechen“ und wolle „acht bis elf Millionen Menschen aus Deutschland vertreiben, darunter mehrere Millionen deutsche Staatsbürger mit Migrationshintergrund“. Aufsehen erregte ein Gerichtsbeschluss des Landgerichts Dresden vom 10. Mai 2016, in dem es Kailitz vorläufig untersagt wurde, diese Aussagen öffentlich zu wiederholen. Zuständiger Richter war das AfD-Mitglied Jens Maier. Der Beschluss erging im Eilverfahren ohne Anhörung des Antragsgegners und wurde unter anderem von der Deutschen Vereinigung für Politische Wissenschaft scharf kritisiert. In der auf den Widerspruch von Kailitz anberaumten mündlichen Verhandlung nahm die NPD ihren Antrag zurück. Daraufhin wurde die einstweilige Verfügung für aufgehoben erklärt. Die NPD kündigte noch in der Verhandlung ein Hauptsacheverfahren an.
Die Klage in der Hauptsache ist nach Auskunft des Landgerichts Dresden am 13. Juni 2016 durch die NPD eingereicht worden. Das Landgericht Dresden wies die Klage in einem Urteil vom 28. April 2017 ab. Es sieht in den Äußerungen eine zulässige Meinungsäußerung und keine Tatsachenbehauptung.

## Schriften (Auswahl)
als Autor
- Die politische Deutungskultur im Spiegel des „Historikerstreits“. What's right? What's left?. Westdeutscher Verlag, Wiesbaden 2001, ISBN 3-531-13701-8 (zugl. Dissertation, TU Chemnitz 1999).
- Aktuelle Entwicklungen im deutschen Rechtsextremismus (= Zukunftsforum Politik. Nr. 17). Konrad-Adenauer-Stiftung, Sankt Augustin 2000.
- Politischer Extremismus in der Bundesrepublik Deutschland. Eine Einführung (= Lehrbuch). VS Verlag für Sozialwissenschaften, Wiesbaden 2004, ISBN 3-531-14193-7.
- Rechtsextremismus in der Bundesrepublik Deutschland. Auf dem Weg zur „Volksfront“? (= Zukunftsforum Politik. Nr. 65). Konrad-Adenauer-Stiftung, Sankt Augustin 2005, ISBN 3-937731-44-X.

als Herausgeber
- mit Eckhard Jesse: Prägekräfte des 20. Jahrhunderts. Demokratie, Extremismus, Totalitarismus. Nomos-Verlagsgesellschaft, Baden-Baden 1997, ISBN 3-7890-4874-7 (auch erschienen bei der Bayerischen Landeszentrale für politische Bildungsarbeit).
- Schlüsselwerke der Politikwissenschaft. VS Verlag für Sozialwissenschaften, Wiesbaden 2007, ISBN 978-3-531-14005-6.
- Die Gegenwart der Vergangenheit. Der „Historikerstreit“ und die deutsche Geschichtspolitik. VS Verlag für Sozialwissenschaften, Wiesbaden 2008, ISBN 978-3-531-16132-7.
- mit Uwe Backes: Ideokratien im Vergleich: Legitimation – Kooptation – Repression. [Mit 3 Tabellen] (= Schriften des Hannah-Arendt-Instituts für Totalitarismusforschung. Bd. 51). Vandenhoeck & Ruprecht, Göttingen u. a. 2014, ISBN 978-3-525-36962-3.
- mit Aurel Croissant, Patrick Koellner, Stefan Wurster: Comparing autocracies in the early Twenty-first Century (= Democratization Special Issues). Vol. 1: Unpacking Autocracies – Explaining Similarity and Difference. Routledge, New York u. a. 2014, ISBN 978-0-415-71934-6.